# ドゥフタハ
ドゥフタハ・ダイルテンガ(Dubthach Dóeltenga) [発音: /dufθax/(Maier); duv-thach / duff-ach (Kinsella)] は、アイルランドのアルスター伝説の戦士。
その毒舌ゆえにダイルテンガ（「カナブンの舌」・「黒コガネの舌」）のあだ名をもつ。

ある資料ではこれを《タマオシコガネの舌》に特定するが正確とはいえず、ダイルには大雑把な虫名（英語では"chafer, (black) beetle"）を充てるのが慣例である。

ドゥフタハは、ダイル・ウラド「アルスターの黒コガネ」と呼ばれることもある。キンセラの英訳では、「黒のドゥヴサハ」「暗黒のドゥヴサハ」("Dubthach the black (the dark)")などと略述される。

## 伝承文学

### 流浪組
ドゥフタハが、ウシュリウの子らの身の安全を保障する三勇士のひとりであり、コンホヴァル王の裏切りに憤り、三人がコノートへ亡命し流浪組になった次第は、コルマク・コン・ロンガスと同様である。

### 悪漢ぶり
『クアルンゲの牛捕り』では、ドゥフタハもまた同邦を相手に戦うことになるが、その振る舞いは、根の優しいフェルグスとは対照的であった。フェルグスはなんとか若きクーフーリンと刃を交えることを避けようとしたのに対し、ドゥタフは、「俺が意見番だったなら、あいつが歪みし者（クー・フリン）ならば、武者どもに包囲させて不意打ちにし、きゃつの命を縮めてやるのだがなあ」などというので、フェルグスから猛反発を食らい、「黒コガネのドゥフタハのやつめを、とっとと軍の後衛へつれて行け。やつは（アルスターの）乙女らを虐殺してからこのかた、ろくなことをせぬ、」を皮切りに延々と非難を浴びさせられたうえ、ふんづかまれて体ごと放り投げられてしまう。
このフェルグスの台詞の中で、ドゥフタハはLugaid mac Casruba の子とされ、その父親の名が明かされている。
この少しあとで、「鳥峠の誤投」(Imrol Belaig Eoin)という事件が起きている。ドゥフタハには、母方の従兄弟で親友のドーハ Dócha という男がいたが、向こうはアルスター軍で敵側にいた。ただこの事件のときは、二人とも別の二人の男の話合いに随伴しただけで戦闘にはならないはずだった。ところがドーハが話合いの一人にむかって槍を投げつけたところ、あやまって隣のドゥフタハを串刺ししてしまった。（致命傷にはいたらなかった）。

### 所有品
ドゥフタハは、ケルトハルのルーンと呼ばれる魔槍を借り受けていることで知られる。『ダ・デルガの館の崩壊』に詳しいが、当時、ドゥフタハらアルスター戦士は、アイルランド上王コナレ・モールの宿泊したこの館のいくつかの部屋に陣取っており、ここで受けた襲撃に巻き込まれている。ケルトハルのルーンは、まがまがしい液体をたたえた大釜に浸しておかないと発火する厄介な槍である。
『コンホヴァルの話』によればウアタハ（ウアハフ）  (Uathach) という「horrible,, dreadful (DIL辞典)」という意の名の盾、あるいは剣をもつ。

## 大衆文化
- 複数のゲーム作品に見られる「ズフタフの槍」は、ドゥフタフの槍がモデル。

### 事典など
- Mackillop, James, Dictionary of Celtic Mytholgy (1998)
- Maier, Bernhard, Dictionary of Celtic Religion and Culture (Boydell 1997) 。
  - ベルンハルト・マイヤー（鶴岡真弓監修、平島直一郎訳）『ケルト事典』 創元社 (2001)(邦訳)。
- Mountain, Harry, The Celtic Encyclopedia III  p.564-

### 一次資料
- 『ダ・デルガの館の崩壊（英語版）』
- 『ウラドの武者たちの酩酊』
- 『クアルンゲの牛捕り』（クーリーの牛争いを参照）

### 二次資料
- 幻想武器博物館